# Peter Brňák
Peter Brňák (11. února 1959 Námestovo) je slovenský politik a soudce Ústavního soudu SR.

## Životopis
Ve volbách roku 1990 byl zvolen za Demokratickou stranu (ovšem jako nestraník) do Slovenské národní rady. Již v listopadu roku 1990 přerušil vazby na DS a založil Slovenské národnědemokratické hnutí. V SNR pak působil až do konce volebního období v roce 1992 jako nezávislý poslanec. Ve volbách roku 1992 byl opětovně zvolen do SNR, nyní jako nezávislý na kandidátní listině Slovenské národní strany (SNS). V době vzniku samostatného Slovenska se SNR transformovala do Národní rady SR, v níž zasedal po zbytek volebního období do roku 1994. Ve volebních obdobích 1994 – 1998 a 1998 – 2002 byl poslancem NR SR za Hnutí za demokratické Slovensko. Pracoval jako soudce Nejvyššího soudu SR. V roce 2007 byl prezidentem jmenován za soudce Ústavního soudu SR.